# Neukirchen/Pleiße
Neukirchen/Pleiße è un comune di 4.250 abitanti della Sassonia, in Germania, sul fiume Pleiße.
Appartiene al circondario (Landkreis) di Zwickau (targa Z).